# Antropogenní jezero

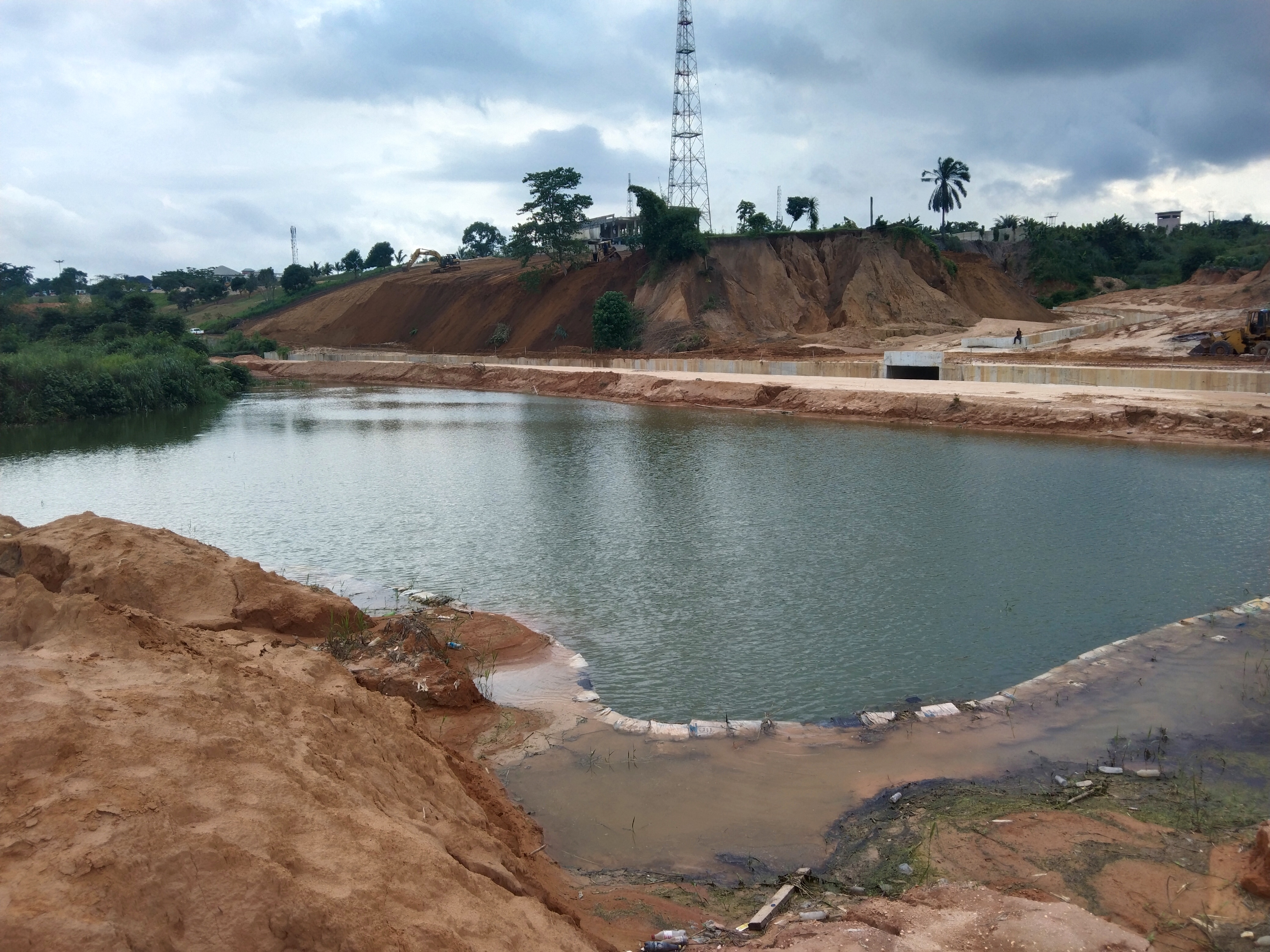
umělé jezero, Uyo, Nigérie

Antropogenní jezero (také nazývané umělé jezero) je druh jezera, které vzniklo působením člověka. Na rozdíl od přehradních nádrží, či rybníků, nelze antropogenní jezera jednoduchým způsobem vypustit. Využívána jsou především k rybářství či rekreaci. Jsou to:
- písníky – zatopené pískovny a štěrkovny
- zatopené lomy
- jezera vzniklá propadem poddolovaného nadloží (Záplavy)
- některá fluviální jezera (vzniklá vodohospodářskými úpravami toků)

Pokud byla jezera vybudována v rámci rekultivace krajiny, jsou označovaná jako rekultivační jezera.